# Pterocarpus amazonum
Pterocarpus amazonum là một loài thực vật có hoa trong họ Đậu. Loài này được (Benth.) Amshoff miêu tả khoa học đầu tiên.